# La Rosmira fedele (Vinci)
La Rosmira fedele (im Partitur-Manuskript Partenope, bei neueren Aufführungen La Partenope) ist eine Opera seria (Originalbezeichnung: „Dramma per musica“) in drei Akten von Leonardo Vinci (Musik) mit einem Libretto von Silvio Stampiglia, die am 31. Januar 1725 im Teatro San Giovanni Grisostomo in Venedig uraufgeführt wurde.

## Handlung

### Kurzfassung
Erster Akt. Mehrere Prinzen werben um die Hand der Königin Partenope. Ihr Favorit ist Arsace aus Korinth. Sie weiß nicht, dass er ihretwegen seine einstige Verlobte Rosmira verlassen hat. Armindo aus Rhodos hingegen wagt es kaum, Partenope seine Liebe zu gestehen. Außerdem trifft der Armenier Eurimene ein –  in Wirklichkeit die verkleidete Rosmira, die sich an Arsace rächen will und ihn schwören lässt, ihre Identität nicht zu verraten. Auch Eurimene/Rosmira gibt vor, Partenope zu lieben. Emilio aus Cumae droht mit Krieg, sollte Partenope seine Werbung nicht annehmen. Da sie ablehnt, ist eine Schlacht unvermeidlich. Partenope selbst übernimmt das Kommando über ihre Truppen. Während des Kampfes rettet Armindo sie vor den Feinden. Arsace wiederum rettet Eurimene und nimmt Emilio gefangen.
Zweiter Akt. Bei der Siegesfeier reklamiert Eurimene/Rosmira den Sieg für sich selbst und diffamiert Arsace, der sich wegen seines Schwurs nicht zu verteidigen vermag. Die erboste Partenope lässt Eurimene verhaften. Arsace setzt sich für ihn ein und erreicht seine Freilassung. Seine Versuche, Rosmira zu versöhnen, bleiben dennoch erfolglos. Die anderen sind verwirrt über das merkwürdige Verhältnis von Arsace und Eurimene.
Dritter Akt. Eurimene enthüllt der Königin und den anderen Arsaces Vergangenheit und erklärt, dass er selbst von Rosmira gesandt wurde, um Arsace zum Duell herauszufordern. Partenope ist damit einverstanden. Eurimene erhält Unterstützung von Armindo, während Emilio auf Seiten Arsaces steht. Vor dem Kampf besteht Arsace darauf, dass beide Parteien mit nacktem Oberkörper kämpfen. So zwingt er Rosmira, ihre Identität zu offenbaren, ohne seinen Schwur zu brechen. Damit ist die Bahn frei für ein glückliches Ende: Partenope nimmt die Werbung Armindos an, Rosmira und Arsace versöhnen sich, und Emilio erhält die Freiheit.

### Erster Akt
Platz am Meer mit Partenopes Thron, einer Apollon-Statue und einem entzündeten Altar
Szene 1. In einer öffentlichen Zeremonie bittet Königin Partenope den Gott Apollon um Schutz für die von ihr gegründete und nach ihr benannte Stadt (heute Neapel). Das Volk jubelt ihr zu (Chor: „Viva viva Partenope viva“).
Szene 2. Partenope hat zwei Verehrer, die Prinzen Arsace von Korinth und Armindo von Rhodos. Arsace hat ihretwegen seine Verlobte Rosmira, die Prinzessin von Zypern, verlassen. Er ist überrascht, als ein fremder Armenier auftaucht, der dieser erstaunlich ähnlich sieht. Der Armenier behauptet, er heiße Eurimene und habe in einem Sturm Schiffbruch erlitten. Er bittet Partenope um Hilfe, da er bei dem Unglück seinen gesamten Besitz verloren habe.
Szene 3. Partenopes Hauptmann Ormonte berichtet, dass Teile des Landes von den Truppen des benachbarten Cumae besetzt worden seien. Deren Anführer Emilio habe einen Boten geschickt und wolle Partenope sprechen. Arsaces Gedanken gelten indessen der seltsamen Ähnlichkeit Eurimenes mit Rosmira (Arie Arsace: „O Eurimene ha l’idea di Rosmira“).
Szene 4. Eurimene/Rosmira horcht Armindo über die Verhältnisse an Partenopes Hof aus. Sie erfährt, dass Armindo die Königin liebt, diese ihm aber seinen Rivalen Arsace vorziehe. Sie empfiehlt Armindo, Partenope seine Liebe zu offenbaren (Arie Rosmira: „Spiegati, e di che l’ami“).
Szene 5. Armindo beschließt, Eurimenes Rat zu folgen (Arie Armindo: „Al mio tesoro“).
Garten von Partenopes Palast
Szene 6. Arsace kehrt zurück und stellt den vermeintlichen Eurimene zur Rede. Rosmira leugnet nicht, seine einstige Braut zu sein. Obwohl Arsace behauptet, dass er sie noch immer liebe, glaubt sie ihm nicht. Sie ist aber bereit, ihm seine Werbung um den Thron Neapels zu vergeben, sofern er schwört, ihre Identität unter allen Umständen geheim zu halten. Arsace leistet diesen Eid.
Szene 7. Arsace stellt fest, dass er noch immer Gefühle für Rosmira hat (Arie Arsace: „La Rondinella, che a noi sen riede“).
Szene 8. Zögernd erklärt Armindo Partenope seine Liebe. Sie weist ihn ab, da ihr Herz bereits Arsace gehört, zeigt aber Mitgefühl.
Szene 9. Partenope erzählt Arsace von den Gefühlen Armindos, dessen Treue sie viel verdanke. Als Eurimene/Rosmira hinzukommt, teilt Partenope ihm mit, dass Arsace ihr Favorit sei. Eurimene gibt vor, darüber erschüttert zu sein, da er sich selbst in Partenope verliebt habe. Partenope kann ihm keine Hoffnung machen (Arie Partenope: „Non posso amarti, o Dio“).
Szene 10. Rosmira wirft Arsace seine Treulosigkeit vor und schwört Rache (Arie Rosmira: „Tortora, che il suo bene“).
Szene 11. Arsace kann sich nicht zwischen den beiden Frauen entscheiden (Arie Arsace: „Dimmi pietoso Ciel“).
Audienzzimmer
Szene 12. Ormonte führt Emilio zur Audienz mit Partenope, an der auch Eurimene, Arsace und Armindo teilnehmen. Emilio versichert Partenope, dass er nicht als Feind gekommen sei, sondern um ihre Hand anhalten wolle, da er sie liebe. Falls sie ablehne, werde er aber zu Waffengewalt greifen. Da ihn Partenope voller Abscheu zurückweist, bereitet sich Emilio siegessicher auf den Krieg vor (Arie Emilio: „Quest’ anima accesa“).
Szene 13. Arsace, Armindo und Eurimene werden sich nicht einig, wer von ihnen die neapolitanischen Truppen führen darf. Partenope beschließt daher, als Amazone selbst das Oberkommando zu übernehmen (Arie Partenope: „A far straggi a far vendetta“).
Szene 14. Auch Eurimene/Rosmira will am Kampf teilnehmen. Arsace versucht, ihr das auszureden, da er sich um ihre Sicherheit sorgt.
Szene 15. Armindo fühlt sich von Eurimene verraten, der um seine Geliebte wirbt, obwohl er ihm seine Gefühle anvertraut hat.
Szene 16. Rosmira reflektiert ihre Gefühle gegenüber Arsace (Arie Rosmira: „Sò che il riso, e sò che il vezzo“).
Mit Zelten bedecktes Feld, auf dem Emilios Armee stationiert ist
Szene 17. Die Schlacht beginnt (Arie Emilio: „Forti schiere“). Armindo rettet Partenope vor einem Angriff feindlicher Soldaten. Emilio überwältigt Eurimene/Rosmira im Zweikampf, doch Arsace kann sie befreien und im Gegenzug Emilio gefangen nehmen. Damit steht der Sieg fest. Ormonte bringt weitere Gefangene und Kriegsbeute, und alle preisen die siegreiche Königin Partenope (Chor: „Ti circondi la gloria di allori“).

### Zweiter Akt
Eine festlich geschmückte Straße außerhalb der Stadt mit einem Triumphbogen aus Zweigen und Blumen
Szene 1. Partenope erscheint in einer großen Kutsche zur Siegesfeier (Arie Partenope: „Care mura in sì bel giorno“). Bacchanten tanzen, und die Gefangenen und die Beute werden dem Volk präsentiert. Großzügig lässt Partenope Emilio die Fesseln lösen. Dieser weist sie auf die Heldenhaftigkeit Armindos hin. Eurimene/Rosmira stimmt zu und ergänzt, dass sich andererseits Arsace keineswegs ausgezeichnet hätte, nachdem er selbst Emilio überwältigt habe. Obwohl Emilio dieser Lüge widerspricht, zeigt sich Arsace nicht beleidigt, sondern überlässt Eurimene sogar einen Teil des Ruhms. Die anderen verstehen sein Verhalten nicht. Partenope lässt Eurimene wegen seiner fortgesetzten Provokationen verhaften.
Szene 2. Arsace versucht vergeblich, Rosmira zur Versöhnung zu bewegen. Armindo und Emilio wundern sich über dessen vermeintliche Feigheit und die Aggressivität, mit der Eurimene auf ihn reagiert.
Szene 3. Als Armindo und Emilio Eurimene/Rosmira darauf ansprechen, verteidigt er zu deren Verblüffung den Angegriffenen und vergleicht seinen Mut mit dem eines Löwen. Rosmira leidet zunehmend unter Eifersucht (Arie Rosmira: „Tormentosa crudel gelosia“).
Galerie
Szene 4. Arsace bittet Partenope, Eurimene zu vergeben. Obwohl er dafür außer einem „unerklärlichen Impuls“ keine Gründe nennt, zeigt sich die Königin ihm zuliebe gnädig. Eurimene wird zwar vom Hof verbannt, doch freigelassen. Ormonte soll ihn ausdrücklich auf Arsaces Fürsprache hinweisen. Arsace ist dennoch unglücklich (Arie Arsace: „Sento che và coprendo“).
Szene 5. Emilio erklärt Partenope ein weiteres Mal seine Liebe, wird aber erneut abgewiesen (Arie Partenope: „In vano s’affanna“).
Szene 6. Emilio ist enttäuscht über ihre Antwort (Arie Emilio: „Agitata in mezzo all’onde“).
Szene 7. Als Ormonte Eurimene/Rosmira freilässt und auf die Verbannung hinweist, erklärt dieser, dass er Arsace niemals allein lassen werde. Ormonte rät ihm, seine Gefühle zu unterdrücken (Arie Ormonte: „Celar la gelosia“).
Szene 8. Eurimene/Rosmira verspricht Armindo seine Hilfe. Er solle der Königin mitteilen, dass er ihr ein Geheimnis offenbaren wolle. Dieses werde Partenopes Herz von Arsace ab- und ihm zuwenden. Armindo beginnt zu hoffen (Arie Armindo: „Vanne, e spera“).
Szene 9. Emilio stellt Eurimene/Rosmira wegen ihres Verhaltens Arsace gegenüber zur Rede.
Szene 10. Obwohl Arsace Rosmira erneut seine Liebe erklärt, findet sie, dass ihre Rache noch nicht vollendet ist (Rosmira: „Veggo dimesso il mare“).
Szene 11. Arsace sieht seine Schuld ein (Arie Arsace: „Amante, che incostante“).

### Dritter Akt
Saal
Szene 1. Armindo bittet Partenope, Eurimene noch einmal zu empfangen, um dessen Geheimnis zu erfahren. Die Königin stimmt zu. In Gegenwart der anderen Prinzen enthüllt Eurimene/Rosmira daraufhin, dass Arsace einst der zyprischen Prinzessin Rosmira die Ehe versprochen und diese dann zugunsten Partenopes verlassen habe (Rosmira: „Arsace, oh Dio, così“). Sie habe ihn (Eurimene) nach Neapel gesandt, um Arsace zum Zweikampf herauszufordern. Die vom Verhalten ihres Geliebten zutiefst enttäuschte Partenope erklärt nun Armindo ihre Liebe (Arie Partenope: „Godi, e spera, e fai perchè?“).
Szene 2. Eurimene/Rosmira bittet Armindo, ihm im Duell zu sekundieren. Emilio hingegen spricht Arsace Mut zu (Arie Emilio: „Men superba andrà la sorte“).
Szene 3. Rosmira weist einen weiteren Versöhnungsversuch Arsaces zurück (Arie Arsace: „Barbara mi schernisci, e questa e fede?“).
Szene 4. Insgeheim weiß Rosmira bereits, dass sie Arsaces hartnäckigem Flehen letztlich nachgeben wird (Arie Rosmira: „Vuol tornare alla sua sponda“).
Szene 5. Partenope ernennt Ormonte zum Schiedsrichter des Zweikampfs. Armindo ist zuversichtlich, endlich seine Wünsche erfüllt zu sehen (Arie Armindo: „Dal chiaro splendore“).
Hängende Loggien, die vom Palastgarten zum Wald führen
Szene 6 [4]. Arsace schläft übermüdet ein. Rosmira traut ihm immer noch nicht. Falls es ihm aber gelingen sollte, ihr Geheimnis zu wahren, wäre dies ein gutes Zeichen. Sie gönnt ihm seine Ruhe, sofern sein Herz wach bleibt (Arie Rosmira: „Begli occhi del mio?“).
Szene 7. Partenope beobachtet, wie Eurimene ihren hilflosen Feind nicht heimtückisch ersticht, sondern aufweckt. Als Arsace dabei versehentlich Rosmiras Namen nennt, verstärkt dies Partenopes Zorn auf ihn (Terzett Partenope/Arsace/Rosmira: „Un core infedele“).
Der für das Duell vorgesehene umzäunte Platz mit einem Thron für Partenope
Szene 8 (ultima). Nachdem Ormonte Eurimenes Herausforderung vorgelesen hat, gibt Partenope ihr Einverständnis zum Kampf. Arsace zögert jedoch, mit Rosmira zu kämpfen. Als ihm die anderen Feigheit vorwerfen, erklärt er, dass auf einem Kampf mit nacktem Oberkörper bestehe. Das kann Rosmira nicht zulassen. Sie gibt sich öffentlich als Rosmira zu erkennen. Damit löst sich der Konflikt. Partenope verkündet, dass sie Armindo heiraten wolle, und auch Rosmira und Arsace finden wieder zusammen. Emilio wird freigelassen. Er wird zwar nicht Partenope Gatte, erhält aber ihre Freundschaft. Alle bejubeln die Königin (Chor: „Viva viva Partenope bella“).

## Gestaltung

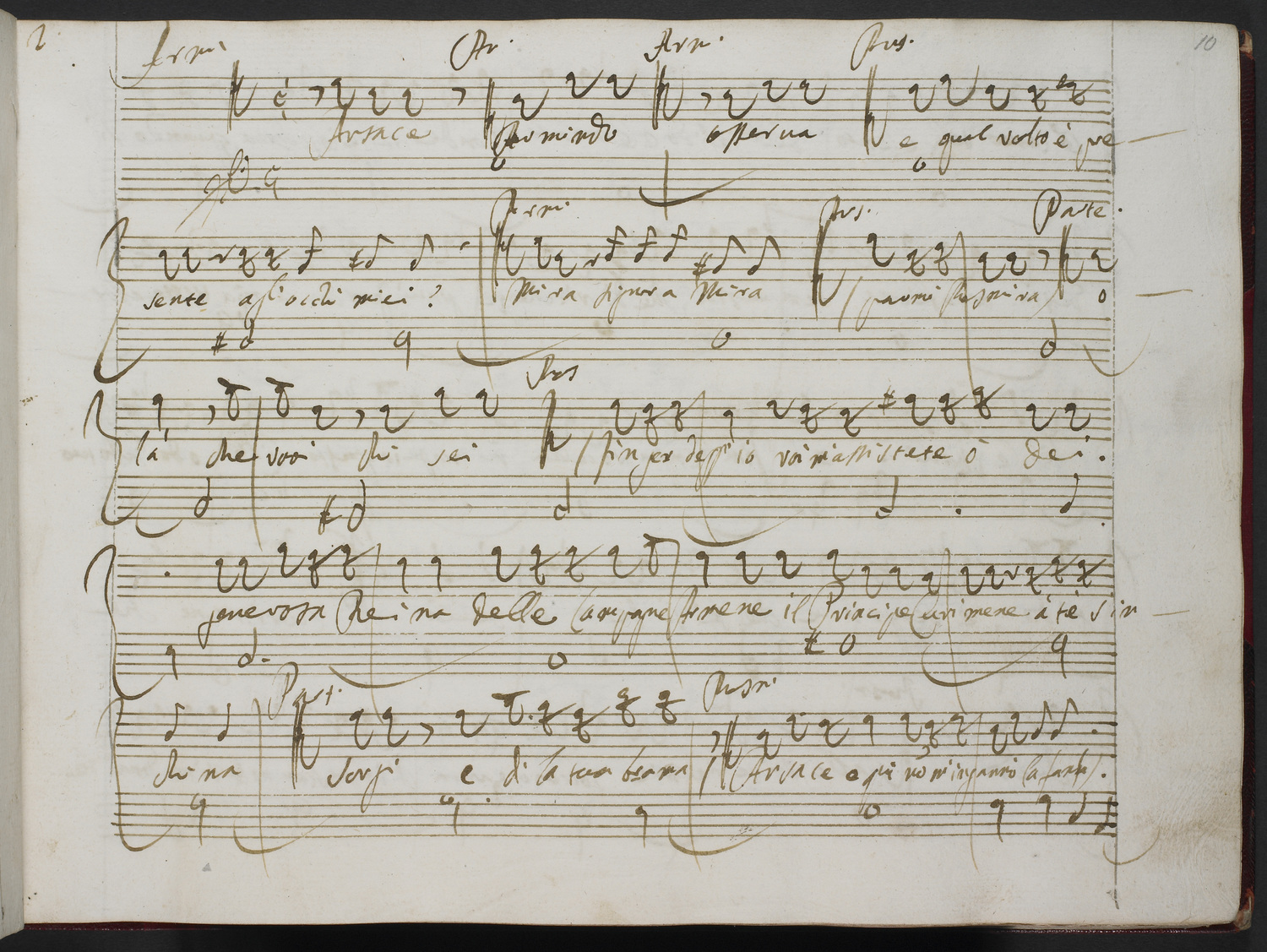
Seite aus dem Manuskript

Das Partitur-Autograf enthält außer den verbindenden Secco-Rezitativen insgesamt 36 Musiknummern: drei Sinfonien, zwei Accompagnato-Rezitative, drei Arietten, dreiundzwanzig Da-capo-Arien, zwei Da-capo-Ensemblesätze, und drei Chöre.:108
Die sich auf die Schlacht im ersten Akt beziehenden Szenen enthalten mehrere Arien im Stil Vivaldis. Emilios „Quest’ anima accesa“ (I:12) und Partenopes „A far straggi a far vendetta“ (I:13) ähneln Concertos. Sie beginnen jeweils mit einem eröffnenden Unisono-Thema und haben Schlusskadenzen, die von langen sequenziellen Abschnitten mit Tremolo-Begleitung der Streicher unterbrochen werden. Emilios Schlachtruf „Forti schiere“ (I:17) enthält Fanfaren-Passagen, in denen Sechzehntel-Duolen gegen Sechzehntel-Triolen gesetzt sind.:109f
Die Auftrittsarie der Partenope „Care mura in sì bel giorno“ zu Beginn des zweiten Akts erweiterte Vinci zu einer vollständigen Da-capo-Arie. Durch das mit Streichern, Oboen und Pauken relativ groß besetzte Eröffnungs-Ritornell wirkt es fast wie eine Vivaldi’sche Sinfonia mit obligater Singstimme. Partenopes Arie „In vano s’affanna“ (II:5) übernahm Vinci aus seiner Oper Eraclea (Neapel 1724), glättete die darin enthaltenen Synkopen aber etwas.:109f Mehrere Arien zeigen eine deutliche stilistische Annäherung Vincis an den venezianischen Stil. Typisch für Vivaldi, aber ansonsten nicht für Vinci, sind Sequenzpassagen, wie beispielsweise in Rosmiras Arie „Spiegati, e di che l’ami“ (I:4). Andere Arien führen eher Vincis mit Eraclea entwickelten Stil weiter. Arsaces „Sento che và coprendo“ (II:4) beginnt wie eine Vivaldi’sche Sturmmusik mit Trommelbass, verlangsamt dann aber den Rhythmus. Etwas später gibt es in dieser Arie Chromatik und Synkopen, um den im Text genannten Seelenschmerz abzubilden.:110 Chromatik, Synkopen und Trommelbass nutzte Vinci auch in der vorangegangenen Arie Rosmiras „Tormentosa crudel gelosia“ (II:3) – hier allerdings in Moll und auf gänzlich andere Weise.:111
Arsaces Arie „Amante, che incostante“ (II:11) enthält Sechstolen-Koloraturen mit Appogiaturen zwischen aufeinanderfolgenden Sequenzen. Benedetto Marcello beschrieb diese Technik in seiner Satire Il teatro alla moda als „eine gewisse neue 3-zu-3 gebundene Sechzehntelnoten-Passage“, die „in allen Arien, ob presto, rührend oder allegro“ unabhängig vom Zusammenhang eingesetzt werde. Vinci allerdings nutzte sie hier speziell zur Darstellung der Flüchtigkeit Amors.:113
Das eindrucksvollste Stück der Oper ist Arsaces c-Moll-Lamento „Barbara mi schernisci“ (III:3) mit seinen punktierten Rhythmen, dissonanten Harmonien und zerstückelten Phrasen.:113
Im Terzett Partenope/Arsace/Rosmira: „Un core infedele“ (III:7) wird Arsace von Partenope und Rosmira beschimpft und kann sich nur zaghaft gegen deren Vorwürfe wehren. Die Musik entspricht dieser Situation. Im Grunde handelt es sich um eine Arie für drei Personen, deren Gesangslinie abwechselnd von Arsace und den beiden Frauen getragen wird.:113

## Werkgeschichte
Das Libretto von Leonardo Vincis Oper La Rosmira fedele stammt von Silvio Stampiglia. Es entstand bereits ein Vierteljahrhundert zuvor für die zur Karnevalsaison 1699 im Teatro San Bartolomeo in Neapel gespielte Partenope von Luigi Mancia.:104 Der Text wurde auch von vielen anderen Komponisten vertont, darunter Georg Friedrich Händel (Partenope, London 1730) und Antonio Vivaldi (Rosmira, Venedig 1738, Pasticcio).
1722 wurde im Teatro San Bartolomeo eine Neuvertonung von Domenico Sarro gezeigt, für die Stampiglia den Text noch einmal überarbeitete und die meisten Arien austauschte.:108f Sie wurde dort im folgenden Jahr wieder aufgenommen und 1724 auch im Teatro della Pace in Rom gespielt. Da die Produktion dort zunächst wenig erfolgreich war, wurde vermutlich Leonardo Vinci, der sich ebenfalls in Rom befand, damit beauftragt, die Partitur an den römischen Geschmack anzupassen.
Als Vinci im nächsten Jahr vom venezianischen Teatro San Giovanni Grisostomo den Auftrag für eine Neuvertonung des Librettos erhielt, nutzte er Sarros Werk als Basis für seine Oper. Er verwendete 14 der für Sarro geschriebenen Arientexte. Anstelle des in Neapel gespielten ebenfalls neuen Intermezzos wurden in Venedig Ballette gezeigt. Die Sinfonia des zweiten Akts und die meisten Rezitative übernahm Vinci direkt von Sarros Vertonung, wobei er häufig die Schlusswendungen der Rezitative an die jeweils nachfolgenden neuen Arien anpassen musste. Vinci wandte somit das umgekehrte Verfahren an als bei den zeitgenössischen Pasticci üblich, bei denen meist die Arien übernommen und die Rezitative neu komponiert wurden. Über den Grund kann nur spekuliert werden. Möglicherweise wollte Vinci Zeit einsparen. Denkbar wäre auch, dass er der Sängerin der Rosmira, Faustina Bordoni, die Mühe ersparen wollte, neue Rezitative zu lernen – sie hatte die Rolle bereits in Neapel gesungen.:108f Dinko Fabris zufolge stammen auch der Chor „Viva Partenope“ und zwei Märsche im ersten und dritten Akt aus der Vorgängeroper. Einige andere Stücke übernahm Vinci aus eigenen älteren Werken. Die Sinfonia beispielsweise stammt aus seinem Oratorium Maria dolorata. Auch der Umstand, dass er einige Arientexte änderte, könnte darauf hindeuten, dass er sie älterer Musik unterlegte. Das gilt beispielsweise für die Auftrittsarie der Partenope „Non posso amarti, o Dio“ (I:9).
Vincis autografe Partitur trägt wie das ursprüngliche Libretto den Titel Partenope. Vincis Oper wurde aber noch vor Drucklegung des Librettos umbenannt, wohl um dem Star des Opernhauses, Faustina Bordoni, die Ehre der Titelrolle zu geben. Damit konnte sich das Werk auch von Sarros Vertonung abheben.:108f Die Oper ist dem neapolitanischen Herzog Niccolò Del Tocco di Sicignano gewidmet.

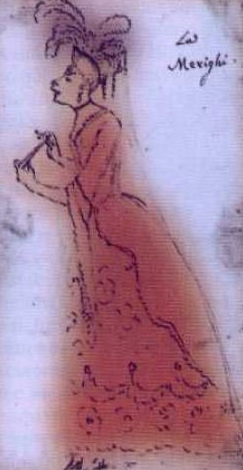
Antonia Merighi Zanetti, Karikatur um 1750

Die Uraufführung fand im Teatro San Giovanni Grisostomo in Venedig als letzte Oper der Karnevalsaison am 31. Januar 1725 statt. Zuvor waren dort bereits seine Ifigenia in Tauride (26. Dezember 1724) und Giuseppe Maria Orlandinis Berenice (20. Januar 1725) erklungen. Die Gesangbesetzung aller drei Opern war identisch. In La Rosmira fedele sangen Faustina Bordoni (Rosmira), Antonia Merighi (Partenope), Carlo Scalzi (Arsace), Antonio Barbieri (Armindo), Giovanni Carlo Bernardi (Emilio) und Giovanni Ossi (Ormonte). Mit Scalzi, Bernardi und Ossi traten drei Kastraten auf. Carlo Bernardi war ein Bruder des berühmten Senesino, doch Owen Swiney zufolge weniger begabt als dieser. Die Bühnenbilder stammten von Giuseppe und Domenico Valeriani, die Choreografie der Ballette von Francesco Aquilante.:103f Die Aufführung erhielt allgemeinen Beifall. Dass die Produktion schon so kurz nach der Premiere von Orlandinis Berenici gezeigt wurde, deutet darauf hin, dass letztere nur wenig Erfolg hatte.

Sänger der Uraufführung von 1725, Karikaturen von Marco Ricci
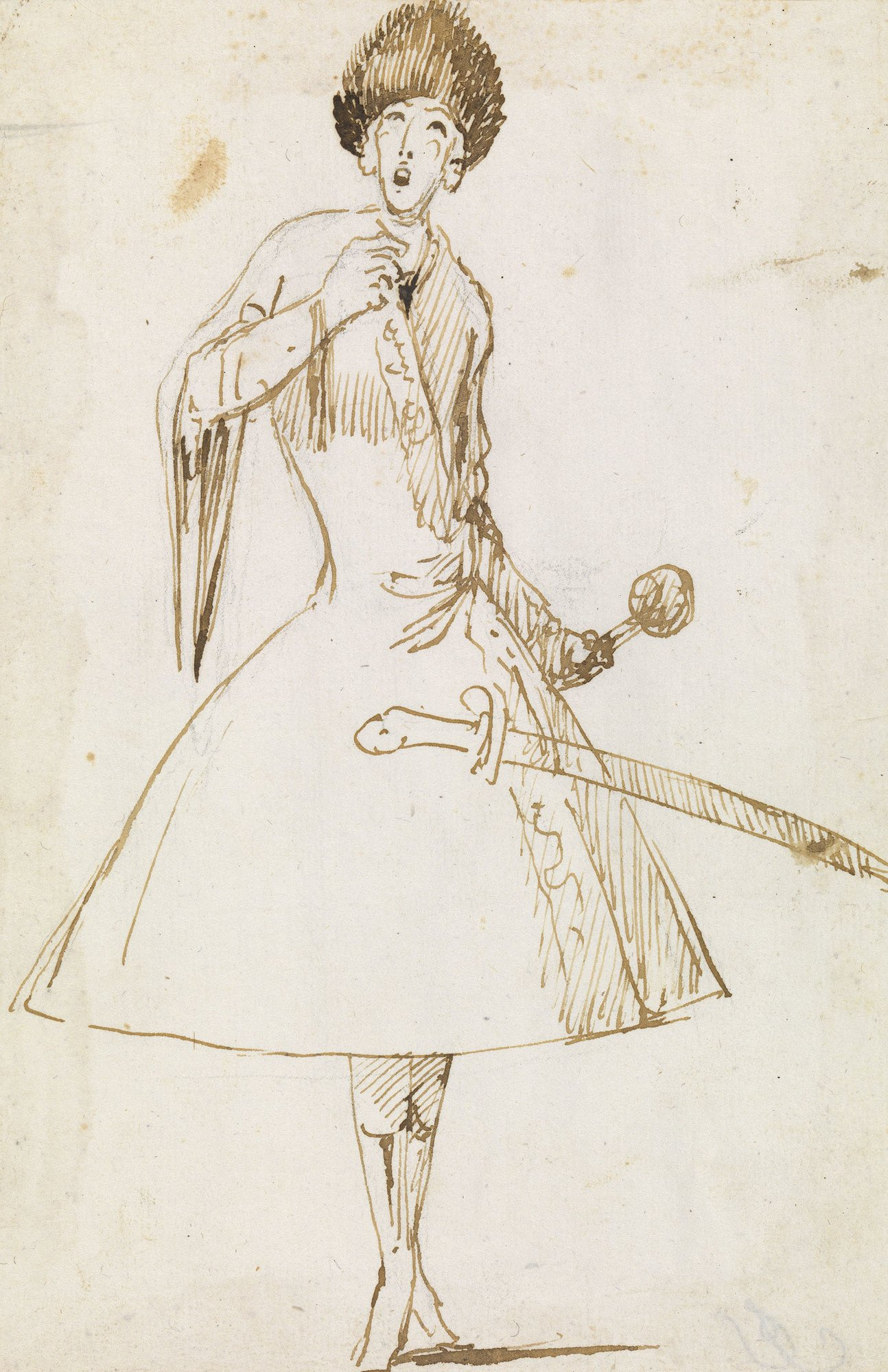
Carlo Scalzi (Arsace), hier vermutlich als Oreste in Ifigenia in Tauride
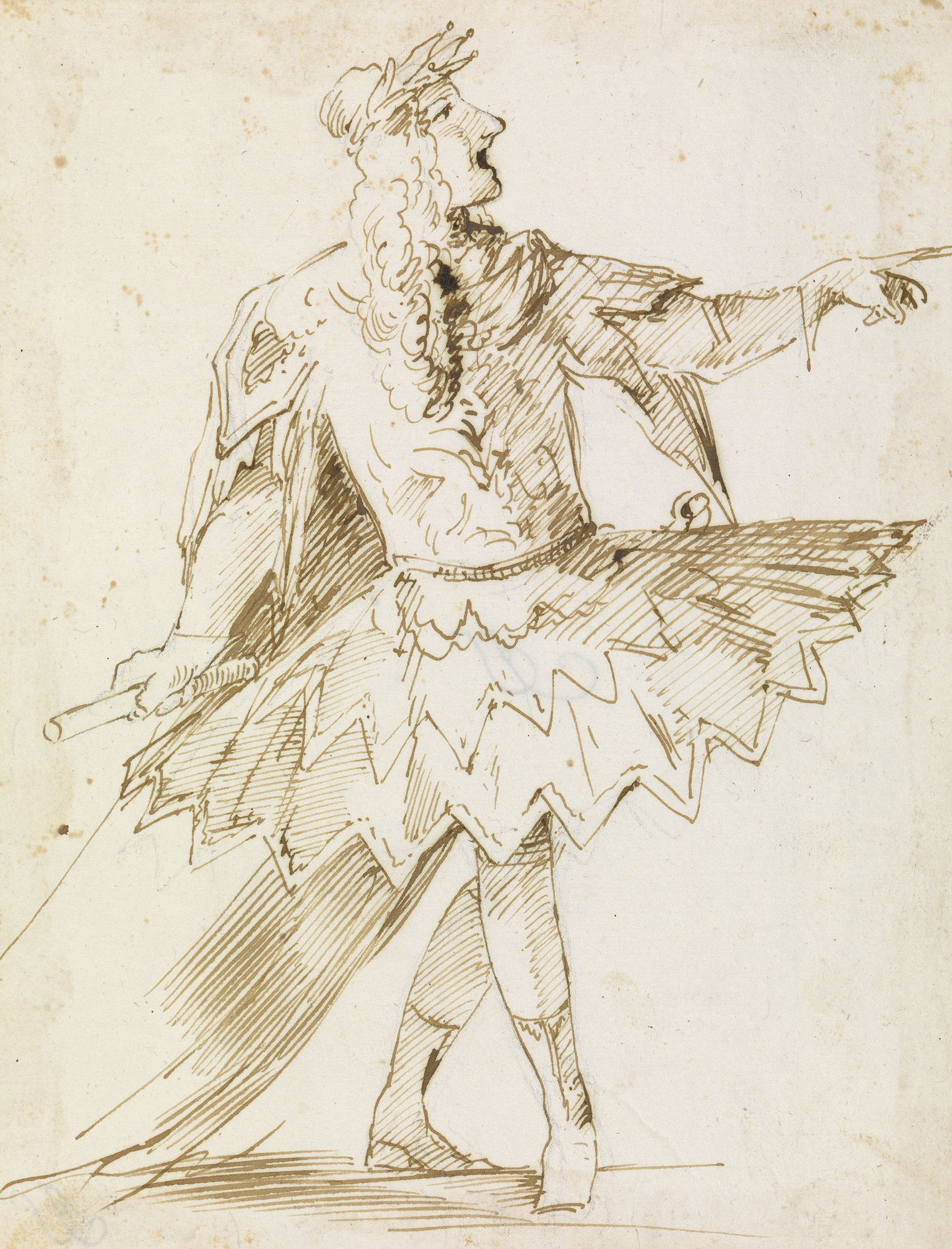
Antonio Barbieri (Armindo), hier vermutlich als Flaviano in Berenice
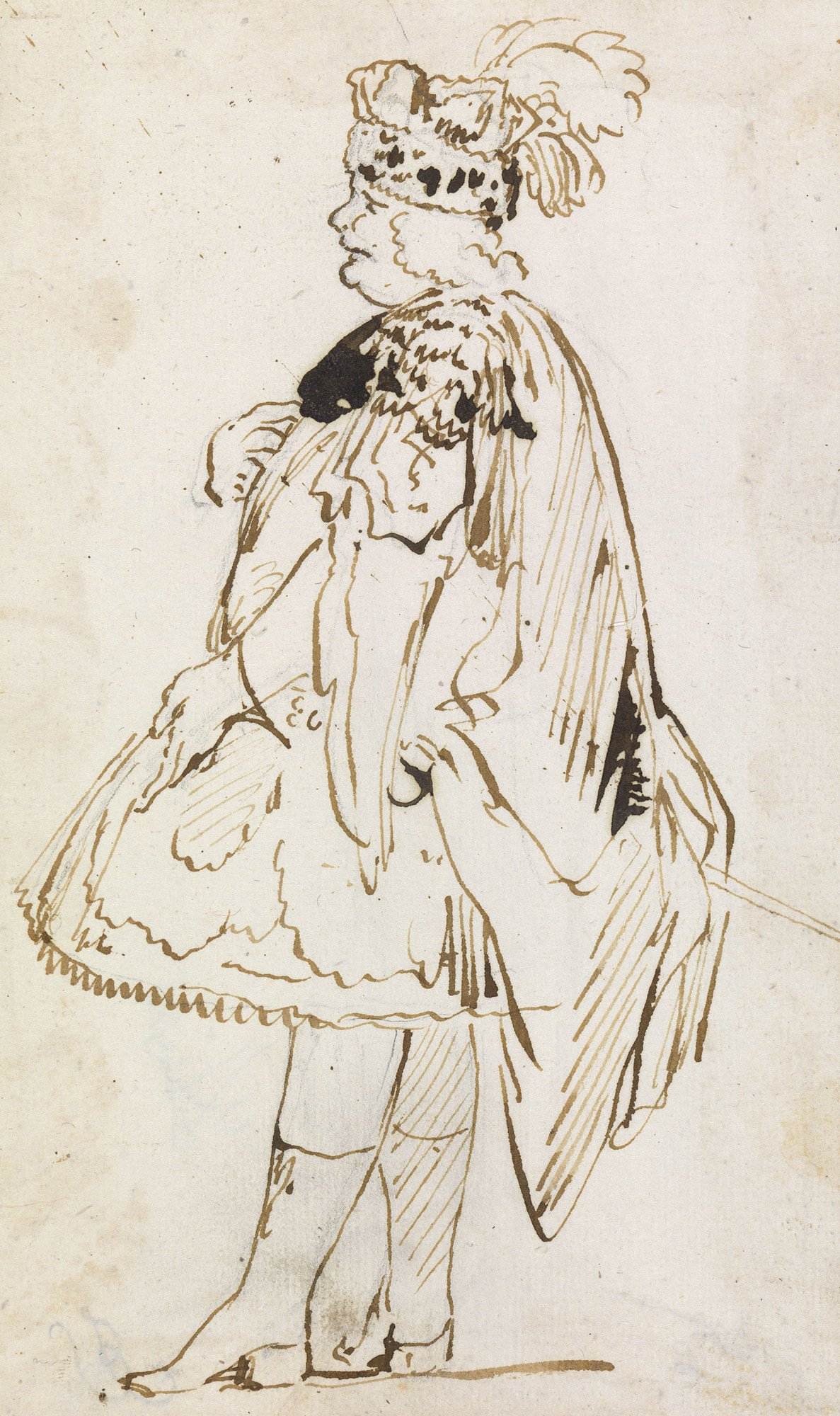
Giovanni Carlo Bernardi (Emilio), hier vermutlich als Pilade in Ifigenia in Tauride
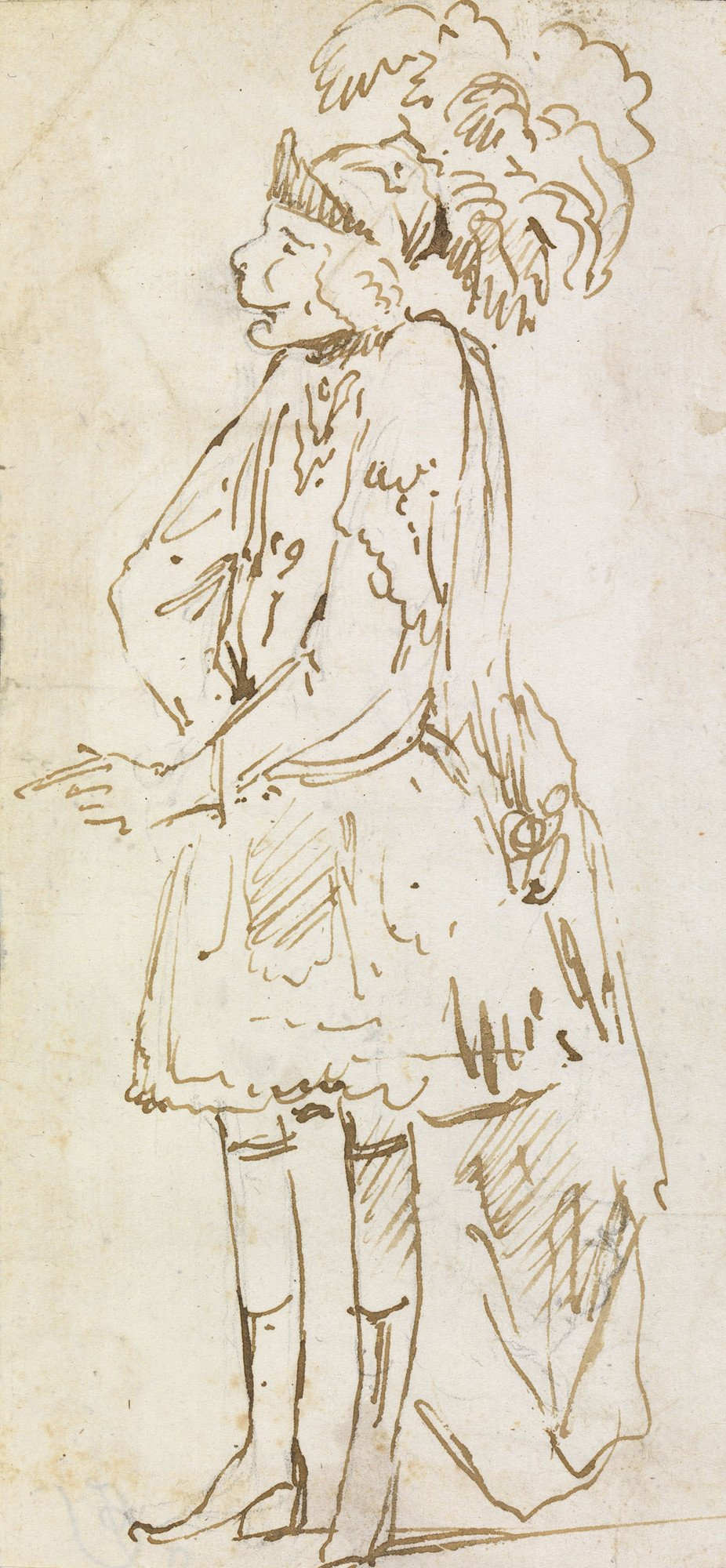
Giovanni Ossi (Ormonte), hier vermutlich als Antioco in Berenice

Noch im selben Jahr nutzte Georg Friedrich Händel Teile von Vincis Musik für sein Pasticcio L’Elpidia, ovvero Li rivali generosi. Pasticcio-Fassungen von Vincis Oper wurden am 8. Februar 1738 in Klagenfurt und im Herbst 1739 in Graz gespielt. Beide trugen den Titel Rosmira.
In neuerer Zeit wurde das Werk im Juni 2004 beim Festival dell’Aurora unter der Leitung von Antonio Florio auf Basis einer Ausgabe von Dinko Fabris wieder gespielt. Die Produktion gilt als herausragend.:108 Die Inszenierung war bis ins Detail den Gepflogenheiten der Entstehungszeit nachgebildet.

## Aufnahmen
- 21. Mai 2002 als La Partenope – Antonio Florio (Dirigent), La Cappella della Pieta de’ Turchini.
 Maria Grazia Schiavo (Rosmira), Sonia Prina (Partenope), Maria Ercolano (Arsace), Makoto Sakurada (Armindo), Lucia Cirillo (Emilio), Rosario Totaro (Ormonte).
 Live aus dem Théâtre des Champs-Élysées in Paris.[6]:22092
- 10. Juli 2004 als La Partenope – Besetzung wie am 21. Mai 2002.
 Live aus Beaune.[6]:22093
- 29. April bis 1. Mai 2011 als La Partenope – Antonio Florio (Dirigent), I Turchini di Antonio Florio.
 Maria Grazia Schiavo (Rosmira), Sonia Prina (Partenope), Maria Ercolano (Arsace), Stefano Ferrari (Armindo), Eufemia Tufano (Emilio), Charles Do Santos (Ormonte).
 Auch als DVD; live aus dem Auditorium V. Villegas, Murcia;
 kritische Ausgabe und Partitur von Antonio Florio; musikwissenschaftliche Ausgabe von Dinko Fabris.
 Dynamic CDS 686/1-2 (2 CDs), Dynamic 33686 (2 DVDs, mit Intermezzo Eurilla e Beltramme).[7][8]